# Гумати
Гума́ти (рос. гуматы, нім. Humaten pl) — солі гумінових кислот, які вилучають з торфу та бурого гумусового вугілля слабкими водними розчинами лугів. Гумати — багатофункціональні сполуки, що мають різноманітні хімічні та біологічні властивості.
Основними напрямками використання гуматів є:
- у сільському господарстві — як біоактивні сполуки — регулятори росту та адаптогени;
- при бурінні свердловин — як стабілізатори і регулятори якості бурових розчинів;
- у тваринництві та рибальстві — для підвищення стійкості молодняку та мальків у перші дні життя;
- у будівництві — як пластифікатори та суперпластифікатори цементних розчинів;
- як складних мінеральних добрив;
- як стабілізатор та регулятор характеристик водовугільних суспензій;
- як сировина для ліків.

## Виділення гуматів
Розроблена принципова схема отримання безбаластних гуматів, яка включає стадії подрібнення до 3-6 мм, приготування 2% розчину лугу, змішування лужного розчину з вугіллям, екстракцію гуматів, розділення суміші на тверду і рідку фази і упарювання розчину гуматів до отримання сухого гумату натрію.
У промисловому масштабі з бурого вугілля добувають гумат натрію, товарна назва – вуглелужний реагент ВЛР, який ефективно знижує в'язкість і стабілізує глинисті розчини при бурінні свердловин і особливо в складних геологічних умовах.
Розроблено два способи отримання ВЛР – мокрий і сухий. Промислове виробництво здійснюють за сухим способом, що вигідно відрізняється простотою апаратурного оформлення, невеликими капітальними вкладеннями і експлуатаційними витратами.

У промисловому масштабі в Україні на Семенівському заводі гірничого воску (м. Олександрія) виробляють гумат натрію, який під назвою «вуглелужний реагент» використовують для зниження в'язкості і як стабілізатор глинистих розчинів при бурінні свердловин. Ця ж речовина під назвою «гумат натрію» використовується як біоактивна речовина в сільському господарстві.